# American Animals
American Animals è un film del 2018 scritto e diretto da Bart Layton, ispirato alla vera storia della rapina avvenuta alla Transylvania University di Lexington nel 2004.

## Trama
Nel 2003 a Lexington, nel Kentucky, Spencer Reinhard è uno studente d'arte che sente che la sua vita non ha senso e che ha bisogno di qualcosa di eccitante, anche se tragico, nella sua vita per ispirare una maggiore abilità artistica. Warren Lipka è uno studente ribelle con una borsa di studio di atletica, anche se non gli interessa molto lo sport e sta perseguendo l'educazione solo per compiacere la sua famiglia. Dopo aver visitato la collezione di libri rari della biblioteca della Transilvania University, i due progettano di rubare una preziosa edizione di The Birds of America di John James Audubon ed altri libri rari.
Prima del colpo Warren si reca ad Amsterdam per incontrare i potenziali acquirenti sul mercato nero, che esprimono interesse. Al ritorno negli Stati Uniti, egli informa Spencer che potrebbero fare milioni di dollari, con grande entusiasmo dei due. Rendendosi conto che attuare la rapina richiederà più persone, i due arruolano gli amici d'infanzia Eric Borsuk, che aiuta a fornire la logistica, e Chas Allen, che ha il compito di essere l'autista durante fuga. I quattro si preparano a lungo per il colpo, venendo a sapere che l'unica persona che custodisce i libri è la bibliotecaria delle collezioni speciali, Betty Jean Gooch.
Il giorno della rapina, i quattro si travestono da anziani uomini d'affari ed entrano in biblioteca. Dopo aver notato che ci sono troppe persone nella sala delle collezioni speciali, sospendono la rapina e si ritirano. Tre ragazzi vogliono rinunciare, ma Warren chiama comunque la biblioteca e fissa un appuntamento privato il giorno dopo. Senza alcun travestimento, e mentre Spencer fa da vedetta, Warren ed Eric entrano in biblioteca vestiti da uomini d'affari. Warren immobilizza la bibliotecaria, aiutato da Eric nel legarla e imbavagliarla. In un'azione concitata, i due arraffano alcuni libri rari e si precipitano verso un'uscita: in preda al panico, cadono e lasciano alle loro spalle due enormi libri Audubon, perfezionando il furto solo di due manoscritti.
Il gruppo porta i libri a New York alla casa d'aste Christie's, al fine di ottenere l'autenticazione di valore: a Spencer viene riferito di tornare il giorno dopo, ed il ragazzo lascia incautamente il suo numero di cellulare. Una volta tornati in auto, Chas biasima Warren e Spencer per la loro stupidità ed i quattro ritornano a Lexington con i libri. Poco dopo, Spencer si rende conto che la polizia sarà in grado di rintracciarli dalle e-mail che hanno usato per creare la rapina come anche dal suo numero di cellulare. I ragazzi mostrano segni di grande stress, mentre cercano di tenere un basso profilo: Warren tenta un furto in un negozio di alimentari, Spencer causa un incidente d'auto, mentre Eric dà il via ad una rissa in un bar. Inevitabilmente l'FBI perquisisce le loro case e li arresta, ed i quattro vengono condannati a sette anni di reclusione.
Dopo la prigione, i veri rapinatori esprimono il loro rammarico per le azioni compiute. Si rivela inoltre che Warren potrebbe aver mentito sul viaggio ad Amsterdam, fabbricando la storia per convincere gli altri ad accettare la rapina.
L'epilogo descrive la loro vita dopo la prigione: Eric vive a Los Angeles come scrittore, Chas è diventato un allenatore di fitness in California, Warren si è reiscritto all'università e studia cinema a Philadelphia, mentre Spencer vive ancora a Lexington e si guadagna da vivere come artista, specializzato in uccelli. Betty Jean Gooch, la bibliotecaria, lavora ancora alla Transilvania University.

## Produzione
I veri protagonisti della vicenda (Warren Lipka, Spencer Reinhard, Chas Allen, Eric Borsuk e Betty Jean Gooch), appaiono nel film nel ruolo di loro stessi. I quattro ragazzi sono stati interpretati da Evan Peters, Barry Keoghan, Blake Jenner e Jared Abrahamson.
Le riprese del film, il cui budget è stato di 3 milioni di dollari, sono iniziate nel febbraio 2017 a Charlotte.

## Distribuzione
Il film è stato presentato al Sundance Film Festival 2018 il 19 gennaio 2018, ed è stato distribuito nelle sale cinematografiche statunitensi a partire dal 1º giugno dello stesso anno, mentre in quelle italiane dal 6 giugno 2019.

### Divieti
Negli Stati Uniti il film è stato vietato ai minori di 17 anni per la presenza di "linguaggio scurrile, uso di droghe e materiale sessuale".

## Accoglienza

### Critica
Sull'aggregatore di recensioni Rotten Tomatoes il film riceve l'88% delle recensioni professionali positive, con un voto medio di 7,6 su 10, basato su 198 critiche, mentre su Metacritic ottiene un punteggio di 68 su 100, basato su 40 recensioni.

## Riconoscimenti
- 2018 - British Independent Film Awards[11]
  - Miglior sceneggiatura di debutto a Bart Layton
  - Miglior montaggio a Nick Fenton, Julian Hart, Chris Gill
  - Candidatura per il miglior film indipendente britannico
  - Candidatura per il miglior regista a Bart Layton
  - Candidatura per la miglior attore non protagonista a Barry Keoghan
  - Candidatura per la miglior attore non protagonista a Evan Peters
  - Candidatura per la miglior sceneggiatura a Bart Layton
  - Candidatura per il miglior casting a Avy Kaufman
  - Candidatura per la miglior fotografia a Ole Bratt Birkeland
  - Candidatura per le migliori musiche a Anne Nikitin
  - Candidatura per il miglior suono a Andrew Stirk
- 2018 - Festival del cinema americano di Deauville[12]
  - Premio della giuria
- 2018 - Sundance Film Festival
  - Candidatura per il gran premio della giuria: U.S. Dramatic
- 2019 - Independent Spirit Awards[13]
  - Candidatura per il miglior montaggio a Luke Dunkley, Nick Fenton, Chris Gill, Julian Hart
- 2019 - Saturn Award[14]
  - Candidatura per il miglior film indipendente